# Paoliidae
Paoliidae – wymarła rodzina owadów z rzędu Paoliida. W zapisie kopalnym przedstawiciele są znani z karbonu i permu. Ich skamieniałości odnajdywano na terenie Europy, Azji, Afryki Południowej i Ameryki Północnej.

## Opis
Były to owady dość dużych rozmiarów. Miały smukłe, nitkowate czułki, zbudowane z długich członów oraz dłuższe od ciała, niezmodyfikowane odnóża. Na przedpleczu nie występowały paranota. Obie pary skrzydeł miały prawie jednakową budowę, ale tylne były szersze u nasady, co nadawało im bliższy trójkątnemu kształt. Składane były w pozycji spoczynkowej dachowato nad ciałem. Obie pary cechował zredukowany wachlarz analny. Przednia żyłka radialna i przednia kubitalna wypukła, a tylna radialna dość wklęsła. Obie żyłki kubitalne miały dość długi wspólny trzon u nasady, a pole pomiędzy przednią i tylną z nich było bardzo szerokie i wyposażone w liczne drobne żyłki. Przednią żyłkę kubitalną łączył z żyłką medialną wypukły arculus. Liczba odgałęzień tylnej żyłki radialnej była mniejsza niż u pokrewnych Blattinopsidae.

## Taksonomia
Takson ten wprowadzony został w 1906 roku przez Antona Handlirscha. Aleksandr Szarow w 1966 umieścił go w monotypowym rzędzie Protoptera, uznając, że może być on wspólnym przodkiem pierwotnoskrzydłych i nowoskrzydłych. Frank Morton Carpenter umieszczał w 1992 Paoliidae wśród Protorthoptera, a David Grimaldi i Michael Engel uznawali je za przodków nowoskrzydłych. Według prac Jarmily Kukalovej-Peck i Carstena Brauckmanna z 1992 stanowiły one wraz z pokrewnymi rodzinami przodków pluskwiaków. W 2013 Jakub Prokop dokonał rewizji rodziny i wraz z Blattinopsidae uznał je za grupę siostrzaną Dictyoptera.
Po rewizji Prokopa do rodziny tej zalicza się następujące rodzaje:

- Acropermula Aristov & Storozhenko, 2011
- Aenigmidelia Sharov, 1961
- Archidelia Sharov, 1961
- Darekia Prokop et al., 2012
- Herbstiala Schmidt 1952
- Holasicia Kukalová, 1958
- Kemperala Brauckmann, 1984
- Kochopteron Brauckmann, 1984
- Mertovia Prokop et Nel, 2007
- Micaidelia Aristov, 2004
- Mongoloidelia Storozhenko, 1992
- Olinka Kukalová 1958
- Paolekia Riek 1976
- Paolia Smith, 1871
- Paoliola Handlirsch 1919
- Protoblattina Meunier 1909
- Pseudofouquea Handlirsch 1906
- Silesiapteron Prokop et al., 2013
- Sojanidelia Storozhenko, 1992
- Stenaropodites Martynov, 1928
- Sylvidelia Martynov, 1940
- Zdenekia Prokop et al., 2012